# Dajmanjaureh (Frostvikens socken, Jämtland, 721242-143744)
Dajmanjaureh är en sjö i Strömsunds kommun i Jämtland och ingår i Ångermanälvens huvudavrinningsområde. Sjön har en area på 0,0261 kvadratkilometer och ligger 793,6 meter över havet.

## Delavrinningsområde
Dajmanjaureh ingår i det delavrinningsområde (721301-143775) som SMHI kallar för Inloppet i Dajmanjaureh. Medelhöjden är 845 meter över havet och ytan är 1,6 kvadratkilometer. Räknas de 2 avrinningsområdena uppströms in blir den ackumulerade arean 7,48 kvadratkilometer. Vattendraget som avvattnar avrinningsområdet har biflödesordning 4, vilket innebär att vattnet flödar genom totalt 4 vattendrag innan det når havet efter 339 kilometer. Avrinningsområdet består mestadels av kalfjäll (97 procent). Avrinningsområdet har 0,05 kvadratkilometer vattenytor vilket ger det en sjöprocent på 3,4 procent.